# Khúc côn cầu trên cỏ tại Đại hội Thể thao châu Á 1970
Nội dung thi đấu bộ môn Khúc côn cầu trên cỏ chỉ dành cho nam tại Đại hội Thể thao châu Á 1970 ở Bangkok, Thái Lan.

## Danh sách huy chuơng
| Nội dung | Vàng | Bạc | Đồng |
| -------- | --- | --- | --- |
| Nam      | Pakistan · Ashfaq Ahmed · Riaz Ahmed · Gulraiz Akhtar · Saeed Anwar · Muhammed Aslam Arayin · Jahangir Butt · Tanvir Dar · Akhtar-ul-Islam · Sami Khan · Khalid Mahmood · Muhammad Asad Malik · Riazuddin Moghal · Abdul Rashid · Fazal-ur-Rehman · Shahnaz Sheikh · Zahid Sheikh · Saleem Sherwani · Islahuddin Siddiquee | Ấn Độ · Charles Cornelius · M. P. Ganesh · B. P. Govinda · Balbir Singh Grewal · Ashok Kumar · Vinod Kumar · Cedric Pereira · Krishnamurthy Perumal · Ajit Pal Singh · Baldev Singh · Harbinder Singh · Harcharan Singh · Harmik Singh · Kulwant Singh · Major Singh · Mukhbain Singh · Mohinder Singh · Uthiah | Nhật Bản · Saburo Amemiya · Susumu Chiba · Masaji Fuji · Shunji Furuta · Toshiaki Ichinose · Kazuo Kawamura · Kyoichi Nagaya · Hideji Okabe · Satokazu Otsuka · Haruo Satake · Norio Takahashi · Michinori Ueda · Akihito Wada |

## Chia bảng
| Bảng A - Ấn Độ - Malaysia - Hàn Quốc* - Singapore - Indonesia* | Bảng B - Pakistan - Nhật Bản - Ceylon* - Hồng Kông - Thái Lan |

* Hàn Quốc và Indonesia rút lui, Ceylon chuyển sang Bảng A để cân bằng số đội mỗi bảng.

## Kết quả

### Vòng sơ loại

#### Bảng A
| Đội tuyển | ST | T | H | B | BT | BB | HS  | Đ |
| --------- | -- | - | - | - | -- | -- | --- | - |
| Ấn Độ     | 3  | 3 | 0 | 0 | 15 | 0  | +15 | 6 |
| Malaysia  | 3  | 2 | 0 | 1 | 8  | 2  | +6  | 4 |
| Singapore | 3  | 0 | 1 | 2 | 0  | 8  | −8  | 1 |
| Ceylon    | 3  | 0 | 1 | 2 | 0  | 13 | −13 | 1 |

| 10 tháng 12 |

| Ceylon | 0–0 | Singapore |
| ------ | --- | --------- |
|        |     |           |

| Sân vận động Quốc gia, Bangkok |

| 11 tháng 12 |

| Malaysia | 7–0 | Ceylon |
| -------- | --- | ------ |
|          |     |        |

| Sân vận động Quốc gia, Bangkok |

| 12 tháng 12 |

| Ấn Độ | 7–0 | Singapore |
| ----- | --- | --------- |
|       |     |           |

| Sân vận động Quốc gia, Bangkok |

| 13 tháng 12 |

| Ấn Độ | 6–0 | Ceylon |
| ----- | --- | ------ |
|       |     |        |

| Sân vận động Quốc gia, Bangkok |

| 14 tháng 12 |

| Malaysia | 1–0 | Singapore |
| -------- | --- | --------- |
|          |     |           |

| Sân vận động Quốc gia, Bangkok |

| 15 tháng 12 |

| Ấn Độ | 2–0 | Malaysia |
| ----- | --- | -------- |
|       |     |          |

| Sân vận động Quốc gia, Bangkok |

#### Bảng B
| Đội tuyển | ST | T | H | B | BT | BB | HS  | Đ |
| --------- | -- | - | - | - | -- | -- | --- | - |
| Pakistan  | 3  | 2 | 1 | 0 | 13 | 0  | +13 | 5 |
| Nhật Bản  | 3  | 2 | 0 | 1 | 4  | 3  | +1  | 4 |
| Thái Lan  | 3  | 0 | 2 | 1 | 1  | 4  | −3  | 2 |
| Hồng Kông | 3  | 0 | 1 | 2 | 1  | 12 | −11 | 1 |

| 10 tháng 12 |

| Hồng Kông | 1–1 | Thái Lan |
| --------- | --- | -------- |
|           |     |          |

| Sân vận động Quốc gia, Bangkok |

| 11 tháng 12 |

| Nhật Bản | 1–0 | Hồng Kông |
| -------- | --- | --------- |
|          |     |           |

| Sân vận động Quốc gia, Bangkok |

| 12 tháng 12 |

| Pakistan | 3–0 | Nhật Bản |
| -------- | --- | -------- |
|          |     |          |

| Sân vận động Quốc gia, Bangkok |

| 13 tháng 12 |

| Pakistan | 10–0 | Hồng Kông |
| -------- | ---- | --------- |
|          |      |           |

| Sân vận động Quốc gia, Bangkok |

| 14 tháng 12 |

| Nhật Bản | 3–0 | Thái Lan |
| -------- | --- | -------- |
|          |     |          |

| Sân vận động Quốc gia, Bangkok |

| 15 tháng 12 |

| Pakistan | 0–0 | Thái Lan |
| -------- | --- | -------- |
|          |     |          |

| Sân vận động Quốc gia, Bangkok |

### Vòng phân hạng
|  | Bán kết       | Bán kết |                   |   | Trận tranh hạng 5 | Trận tranh hạng 5 |
|  |               |         |                   |   |                   |                   |
|  | 16 tháng 12   |         |                   |   |                   |                   |
|  |               |         |                   |   |                   |                   |
|  | Singapore     | 3       |                   |   |                   |                   |
|  | Singapore     | 3       | 18 tháng 12       |   |                   |                   |
|  | Hồng Kông     | 1       |                   |   |                   |                   |
|  | Hồng Kông     | 1       | Singapore         | 2 |                   |                   |
|  | 16 tháng 12   |         | Singapore         | 2 |                   |                   |
|  |               | Ceylon  | 0                 |   |                   |                   |
|  | Thái Lan      | Ceylon  | 0                 | 0 |                   |                   |
|  | Thái Lan      |         |                   | 0 |                   |                   |
|  | Ceylon        | 1       |                   |   |                   |                   |
|  | Ceylon        | 1       | Trận tranh hạng 7 |   |                   |                   |
|  |               |         |                   |   |                   |                   |
|  | 18 tháng 12   |         |                   |   |                   |                   |
|  |               |         |                   |   |                   |                   |
|  | Hồng Kông (p) | 0 (5)   |                   |   |                   |                   |
|  | Hồng Kông (p) | 0 (5)   |                   |   |                   |                   |
|  | Thái Lan      | 0 (3)   |                   |   |                   |                   |

#### Bán kết
| 16 tháng 12 |

| Singapore | 3–1 | Hồng Kông |
| --------- | --- | --------- |
|           |     |           |

| Sân vận động Quốc gia, Bangkok |

| 16 tháng 12 |

| Thái Lan | 0–1 | Ceylon |
| -------- | --- | ------ |
|          |     |        |

| Sân vận động Quốc gia, Bangkok |

#### Trận tranh hạng 7
| 18 tháng 12 |

| Hồng Kông     | 0–0 (h.p.) | Thái Lan |
| ------------- | ---------- | -------- |
|               |            |          |
| Loạt luân lưu |            |          |
|               | 5–3        |          |

| Sân vận động Quốc gia, Bangkok |

#### Trận tranh hạng 5
| 18 tháng 12 |

| Singapore | 2–0 | Ceylon |
| --------- | --- | ------ |
|           |     |        |

| Sân vận động Quốc gia, Bangkok |

### Vòng tranh huy chương
|  | Bán kết     | Bán kết |                       |   | Chung kết | Chung kết |
|  |             |         |                       |   |           |           |
|  | 17 tháng 12 |         |                       |   |           |           |
|  |             |         |                       |   |           |           |
|  | Pakistan    | 5       |                       |   |           |           |
|  | Pakistan    | 5       | 19 tháng 12           |   |           |           |
|  | Malaysia    | 0       |                       |   |           |           |
|  | Malaysia    | 0       | Pakistan (a.e.t.)     | 1 |           |           |
|  | 17 tháng 12 |         | Pakistan (a.e.t.)     | 1 |           |           |
|  |             | Ấn Độ   | 0                     |   |           |           |
|  | Ấn Độ       | Ấn Độ   | 0                     | 1 |           |           |
|  | Ấn Độ       |         |                       | 1 |           |           |
|  | Nhật Bản    | 0       |                       |   |           |           |
|  | Nhật Bản    | 0       | Tranh huy chương đồng |   |           |           |
|  |             |         |                       |   |           |           |
|  | 19 tháng 12 |         |                       |   |           |           |
|  |             |         |                       |   |           |           |
|  | Malaysia    | 0       |                       |   |           |           |
|  | Malaysia    | 0       |                       |   |           |           |
|  | Nhật Bản    | 1       |                       |   |           |           |

#### Bán kết
| 17 tháng 12 |

| Pakistan | 5–0 | Malaysia |
| -------- | --- | -------- |
|          |     |          |

| Sân vận động Quốc gia, Bangkok |

| 17 tháng 12 |

| Ấn Độ | 1–0 | Nhật Bản |
| ----- | --- | -------- |
|       |     |          |

| Sân vận động Quốc gia, Bangkok |

#### Tranh huy chương đồng
| 19 tháng 12 |

| Malaysia | 0–1 | Nhật Bản |
| -------- | --- | -------- |
|          |     |          |

| Sân vận động Quốc gia, Bangkok |

#### Chung kết
| 19 tháng 12 |

| Pakistan | 1–0 (h.p.) | Ấn Độ |
| -------- | ---------- | ----- |
|          |            |       |

| Sân vận động Quốc gia, Bangkok |

## Bảng xếp hạng cuối cùng
| Thứ hạng | Đội tuyển | ST | T | H | B |
| -------- | --------- | -- | - | - | - |
| 1        | Pakistan  | 5  | 4 | 1 | 0 |
| 2        | Ấn Độ     | 5  | 4 | 0 | 1 |
| 3        | Nhật Bản  | 5  | 3 | 0 | 2 |
| 4        | Malaysia  | 5  | 2 | 0 | 3 |
| 5        | Singapore | 5  | 2 | 1 | 2 |
| 6        | Ceylon    | 5  | 1 | 1 | 3 |
| 7        | Hồng Kông | 5  | 0 | 2 | 3 |
| 8        | Thái Lan  | 5  | 0 | 3 | 2 |